# Kalendarium historii Sławkowa

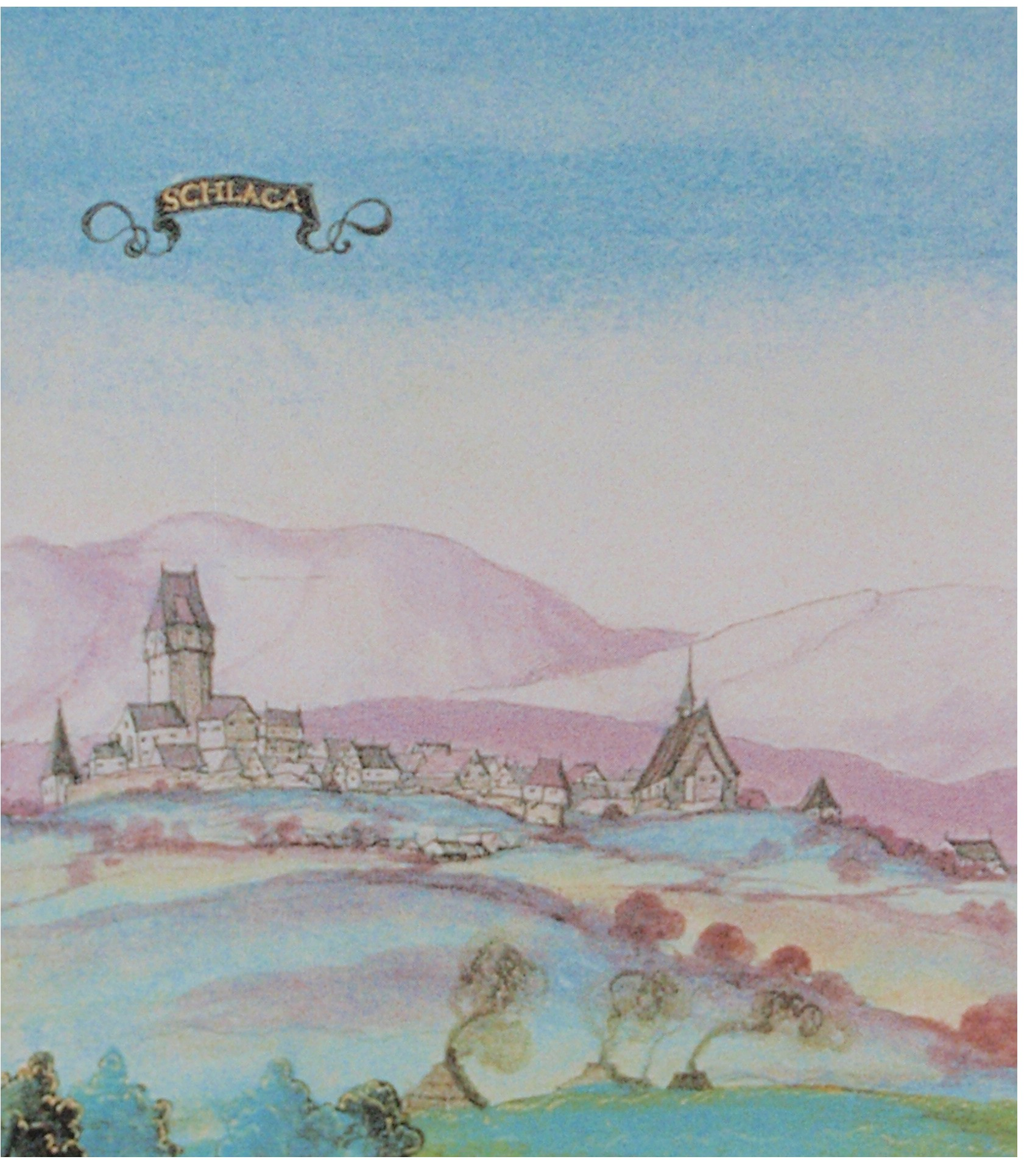
Panorama Sławkowa w XVI w. (fragment panoramy Będzina, Olkusza i Sławkowa, nieznany niemiecki autor, XVI w.)

Sławków – miasto w województwie śląskim, w Zagłębiu Dąbrowskim, nad rzeką Białą Przemszą. Jedno z najstarszych miast polskich, wczesnośredniowieczny ośrodek wydobycia kruszców. Do końca XVIII w. lokalny ośrodek administracyjny dóbr biskupich klucza sławkowskiego. Obecnie Sławków jest kilkutysięcznym miasteczkiem o stosunkowo dużych możliwościach rozwojowych, położonym na wschodnich obrzeżach Górnośląskiego Okręgu Przemysłowego.

## Kalendarium

### VIII-XII w.
- VIII-IX w. – na wzgórzu sławkowskim, na terenie zajętym obecnie przez miejską zabudowę, istnieje palisadowy gród obronny.
- XII w. – na terenie obecnego kościoła św. Krzyża istnieje cmentarz wczesnochrześcijański.

### XIII w.
- 1203 – według Jana Długosza w Sławkowie założone zostają przez biskupa Fulkę kościół i szpital dla górników.
- 1220 – pierwsza pisemna wzmianka o Sławkowie dotycząca uposażenia klasztoru św. Ducha w Prądniku częścią dochodów z karczm sławkowskich.
- 1238 – pierwsza pisemna wzmianka kasztelanii sławkowskiej.
- 1279 – wzmianka o „wsi biskupiej Sławków”. Prawdopodobnie chodzi jednak nie o dzisiejszy Sławków, lecz o osadę przedlokacyjną, znajdującą się w innym miejscu.
- ok. 1280 – Paweł z Przemankowa rozpoczyna budowę sławkowskiego zamku.
- 1283-1284 – sławkowski zamek zajęty przez Leszka Czarnego.
- 1286 – ugoda pomiędzy Leszkiem Czarnym i Pawłem z Przemankowa wymienia Sławków jako miasto oraz zaświadcza istnienie kasztelanii sławkowskiej.
- 1289 – zamek biskupów krakowskich w Sławkowie zajęty przez Henryka IV Probusa, a następnie przez Kazimierza bytomskiego.
- 1291 – Kazimierz bytomski oddaje Sławków lenno czeskim Przemyślidom.
- 20 czerwca 1295 – biskup Jan Muskata uzyskuje pozwolenie Wacława II na obwarowanie Sławkowa.
- 1298 – fundacja przez Jana Muskatę klasztoru św. Ducha wraz ze szpitalem oraz parafii św. Jana.

### XIV w.
- 1307 – Władysław Łokietek cofa przywilej Wacława II na obwarowanie Sławkowa.
- 1309 – zajęcie Sławkowa przez wojska Władysława Łokietka.
- 1327 – zajęcie Sławkowa przez wojska Jana Luksemburskiego i odbicie miasta na rzecz Władysława Łokietka przez węgierskie wojska Karola Roberta.
- 1329 – Władysław Łokietek zwraca Sławków biskupom krakowskim.
- 1335 – likwidacja dekanatu sławkowskiego i przynależność parafii sławkowskiej do dekanatu w Nowej Górze.
- 1337 – na zamku sławkowskim rezyduje jakiś czas razem z dworem biskupim i kancelarią biskup Jan Grot.
- 1391 – Sławków najechany i zniszczony przez wojsko księcia raciborskiego Jana II Żelaznego.

### XV w.
- 1412 – pierwsze znane przywileje dla gwarków sławkowskich wystawione przez biskupa Piotra Wysza.
- 1433 – najazd i zniszczenia miasta przez czeskie oddziały husyckie Biedrzycha ze Strażnicy.
- 1434 – Sławków najechany i spalony przez polskiego husytę, burgrabię będzińskiego Mikołaja Kiernicza Siestrzeńca.
- 1446 – przywileje dla miasta wystawia biskup krakowski Zbigniew Oleśnicki.
- 1455 – miasto najechane i zniszczone przez wojska polsko-morawskie Jerzego Stosza z Olbrachtowic i Mikołaja Świeborowskiego.
- 1498 – wielki pożar miasta. Nadanie kolejnych przywilejów biskupich i królewskich.

### XVI w.
- 1531 – powstaje pierwsza organizacja cechowa – cech szewców i krawców.
- 1552 – przywileje biskupa Andrzeja Zebrzydowskiego.
- 1573 – przywileje propinacyjne biskupa Franciszka Krasińskiego.

### XVII w.
- 1600 – wielki pożar miasta, w czasie którego płonie doszczętnie ratusz sławkowski.
- 1601 – zaraza zdziesiątkowała mieszkańców Sławkowa.
- 1630 – Sławków nawiedzony został jednocześnie przez zarazę oraz klęskę głodu i nieurodzaju.
- 1655 – w mieście stacjonowały wojska Stefana Czarnieckiego. Szwedzi obłożyli miasto kontrybucją w naturze.
- 1659 – stacjonujące w Sławkowie wojsko Jerzego Sebastiana Lubomirskiego nałożyło na miasto kontrybucję.
- 27-29 lipca 1697 – w Sławkowie przebywał jako gość biskupów krakowskich król elekt August II Mocny.

### XVIII w.
- 1758 – Andrzej Stanisław Załuski założył w Sławkowie szpital górniczy.
- 1770 – Sławków spustoszony został przez wojska Iwana Drewicza walczące z konfederatami barskimi.
- 1772 – kolejne spustoszenia przez wojska rosyjskie.
- 1782 – wielki pożar miasta.
- 1785 – Hipolit Kownacki założył w Sławkowie hutę ołowiu.
- 1786 – wybuchł bunt mieszczan pod przewodnictwem burmistrza Franciszka Dąbrowskiego przeciwko rządom biskupim w mieście.
- 1790 – Sławków został miastem królewskim, liczba mieszkańców osiągnęła 1592.
- 1794 – miasto znalazło się pod okupacją pruską.
- 1795 – w wyniku trzeciego rozbioru Polski Sławków wszedł w skład Nowego Śląska. W mieście powstał pruski garnizon. Rozpad klucza sławkowskiego.

### XIX w.
- 1805 – Sławków liczy 1556 mieszkańców, stanowiąc czwarte pod względem wielkości miasto Nowego Śląska.
- 12 listopada 1807 – miasto znalazło się w Księstwie Warszawskim.
- 1813 – do Sławkowa powrócili Prusacy. Epidemia tyfusu zabrała ze sobą ponad 200 osób.
- 1814 – założono pierwsze w ekonomii Sławków kopalnie węgla kamiennego „Feliks” i „Sławków”.
- 1815 – miasto znalazło się w Królestwie Kongresowym.
- 1816 – Sławków włączony został do dóbr górniczych.
- 1817 – miasto liczy 1590 mieszkańców.
- 1820 – Liczba mieszkańców osiągnęła 2003.
- 1821 – powstała kopalnia galmanu „Kozioł”.
- 1822 – powstała kopalnia galmanu Leonidas w Sławkowie.
- 1826 – nad Białą Przemszą powstała walcownia blach cynkowych – Zakład Walcowni i Giserni pod Sławkowem.
- 1827 – Sławków liczy 2026 mieszkańców.
- 1831 – pojedyncze przypadki zachorowań na cholerę. W czasie powstania listopadowego sławkowska Straż Bezpieczeństwa brała udział w stłumieniu rebelii chłopskiej we wsiach Mierzęcice, Toporowice i Myszkowice.
- 1833-1834 – w ramach inwestycji rządowych powstała przechodząca przez Sławków szosa z Olkusza do Będzina.
- 1842 – w czasie żniw spłonęło 26 stodół sławkowskich usytuowanych przy trakcie Dąbrowa Górnicza – Olkusz.
- 1849 – epidemia cholery zabrała ze sobą ponad 300 osób.
- 1851 – J.M. Zeitler założył pod Sławkowem fabrykę drutu i wyrobów metalowych.
- 1853 – Sławków liczy 2395 mieszkańców.
- 1862 – w Sławkowie zaczęli na większą skalę osiedlać się Żydzi.
- 1863 – na kilkanaście dni w mieście ustanowiono władzę Rządu Narodowego.
- 1865 – Sławków liczy 2682 mieszkańców.
- 1867 – miasto weszlo w skład powiatu olkuskiego guberni kieleckiej.
- 1870 – na podstawie ukazu carskiego z 1 czerwca 1869 r. Sławków traci z dniem 1 stycznia 1870 r. prawa miejskie i staje się osadą wiejską.
- 1874 – wbuchła epidemia tyfusu i szkarlatyny.
- 1885 – przez Sławków przechodzi Kolej Iwanogrodzko-Dąbrowska.
- 1888 – zamknięcie sławkowskiej walcowni.
- 1889 – Sławków liczy 3655 mieszkańców.
- 1899 – fabryka drutu Zeitlera przejęta przez braci Szajn.

### XX w.
- 1905 – proklamowanie Republiki Sławkowskiej (12-23 listopada). Powstała Straż Ogniowa Ochotnicza. Przebudowa ratusza.
- 31 marca 1906 – mieszkańcy Sławkowa zbojkotowali wybory do rosyjskiej Dumy Państwowej.
- 12 sierpnia 1907 zorganizowany przez PPS napad na pociąg na stacji Sławków.
- 1908 – przy ratuszu wybudowana została remiza strażacka.
- 2 sierpnia 1914 Sławków zajęty przez Austriaków.
- 5 września – 6 listopada 1914 – Sławków pod okupacją niemiecką.
- 7 listopada 1914 – Sławków znalazł się powtórnie pod okupacją austriacką.
- 1915 – w sławkowskim ratuszu miał siedzibę Departament Wojskowy Naczelnego Komitetu Narodowego na czele z Władysławem Sikorskim.
- 7 kwietnia 1916 – uruchomiona została miejska elektrownia w Sławkowie pod nazwą „Elektrownia Towarzystwa Pożyczkowo-Oszczędnościowego w Sławkowie”.
- 28 czerwca 1917 – pożar strawił północną pierzeję Rynku i Mały Rynek.
- 8 listopada 1918 – rozbrojenie Austriaków.
- 1919 – Sławków znalazł się w powiecie olkuskim, w województwie kieleckim.
- 1920 – Sławków liczy 5155 mieszkańców.
- 31 grudnia 1923 – zamknięcie ostatniej sławkowskiej kopalni węgla kamiennego – kopalni „Józef” w Burkach.
- 1936 – po 140 latach przyłączone zostają powtórnie do Sławkowa tereny po wschodniej stronie Białej Przemszy – Michałów i Walcownia.
- 1939 – Sławków w granicach III Rzeszy.
- 15 marca 1944 – publiczna egzekucja członków polskiego ruchu oporu w lesie na Walcowni.
- 1945 – wyzwolony 23 stycznia 1945 r. spod okupacji niemieckiej Sławków znajduje się w powiecie olkuskim województwa krakowskiego.
- 16 stycznia 1946 – uroczyste otwarcie w ratuszu Gminnej Publicznej Biblioteki Powszechnej z punktem podbibliotecznym w Niwie.
- 3 września 1951 – odłączenie od Sławkowa gromady Niwa.
- 29 marca 1952 – Rada Ministrów zatwierdziła projekt budowy Zakładu Przygotowania Rud w Burkach.
- 1 stycznia 1955 – Sławków uzyskał status osiedla.
- 1 stycznia 1958 – Sławków odzyskał status miasta. Ukończenie budowy nowej szkoły.
- 1 stycznia 1962 – powtórne przyłączenie do Sławkowa gromady Niwa, jednak już bez Cieśli i Starych Maczek.
- 18 lipca 1964 – oddano do użytku Ośrodek Wypoczynkowy (muszlę koncertową i odkryty basen) przy Zakładach Wyrobów z Drutu.
- 4 października 1964 – uruchomienie pierwszego połączenia autobusowego z Dąbrową Górniczą (przedłużenie linii nr 33).
- 1966 – elektryfikacja szlaku kolejowego Sławków – Strzemieszyce Północne, którym w dniu 8 października przejechał pierwszy pociąg elektryczny relacji Katowice – Sędziszów.
- 22 grudnia 1966 – uroczyste przekazanie sieci energetycznej w Niwie.
- 1968 – rozpoczęcie pierwszego etapu kanalizacji Sławkowa.
- 20 czerwca 1969 – otwarcie muzeum regionalnego w sławkowskiej karczmie.
- 1969-1978 – remont karczmy i wozowni.
- 1972 – odkrycie średniowiecznego wyrobiska górniczego na Koźle.
- 1975 – Sławków znalazł się w województwie katowickim. Elektryfikacja Ciołkowizny.
- 1 lutego 1977 – Sławków utracił status miasta i został włączony do Dąbrowy Górniczej.
- 8 listopada 1981 w referendum mieszkańcy wypowiadają się za odłączeniem Sławkowa od Dąbrowy Górniczej.
- 9 października 1983 – poświęcenie kościoła filialnego w Niwie.
- 15 marca 1984 – Sławków odzyskał samodzielność administracyjną i status miasta. Liczba ludności osiągnęła 7200 osób.
- 1989 – przy LHS powstała kolejowa stacja towarowa, która 22 maja 1989 r. otrzymała nazwę „Sławków Południowy”.
- 5 grudnia 1992 – oddanie do użytku nowego budynku Miejskiego Ośrodka Kultury.
- 20 marca 1996 – przystąpienie Sławkowa do KZK GOP.
- 20 grudnia 1998 – w referendum mieszkańcy wypowiadają się za umieszczeniem Sławkowa w powiecie będzińskim.
- 1 stycznia 1999 – miasto włączone zostaje w skład powiatu olkuskiego i województwa małopolskiego.

### XXI w.
- 1 stycznia 2002 – przeniesienie gminy do powiatu będzińskiego w województwie śląskim.
- 14 września 2007 – odwiedził Sławków Jerzy Buzek[1].
- 2014 - 2015 - Przebudowa Małego Rynku, ul. Kościelnej, Parku Miejskiego oraz terenu przy Szkole Podstawowej nr. 1 im. Jana Baranowskiego, budowa skateparku.
- 1 lipca 2017 - Wejście Sławkowa do Górnośląsko-Zagłębiowskiej Metropolii.
- 5 stycznia 2020 - dotarcie pierwszego kontenerowego pociągu z Xi’an w Chinach do Euroterminala Sławków, uznane jednocześnie za oficjalne otwarcie Nowego Jedwabnego Szlaku.[2]
- 3 lipca 2021 - otwarcie sławkowskiej części Zagłębiowskiego Parku Linearnego pod nazwą "Park Doliny Białej Przemszy", oraz Centrum Edukacji Ekologicznej i Kulturowej.[3]
- 6 września 2021 - akcja saperska na moście na ul. Olkuskiej po znalezieniu przez przypadkową osobę pocisku z okresu II Wojny Światowej.[4]
- 5 marca 2022 - utworzenie punktu przerzutu uchodźców z Ukrainy na stacji Sławków Południowy LHS, oraz pierwszy transport około 1500 osób ze stacji kolejowej we Lwowie.[5][6]
- 10 października 2022 – w trakcie prac brukarskich przy kościółku św. Jakuba odkryto mury kościoła pw. św. Jana Chrzciciela z 1298 roku[7]
- 28 czerwca 2024 - Pożar zbiorników z paliwem na terenie stacji kolejowej LHS Sławków[8]